# Rapport de Blackstone

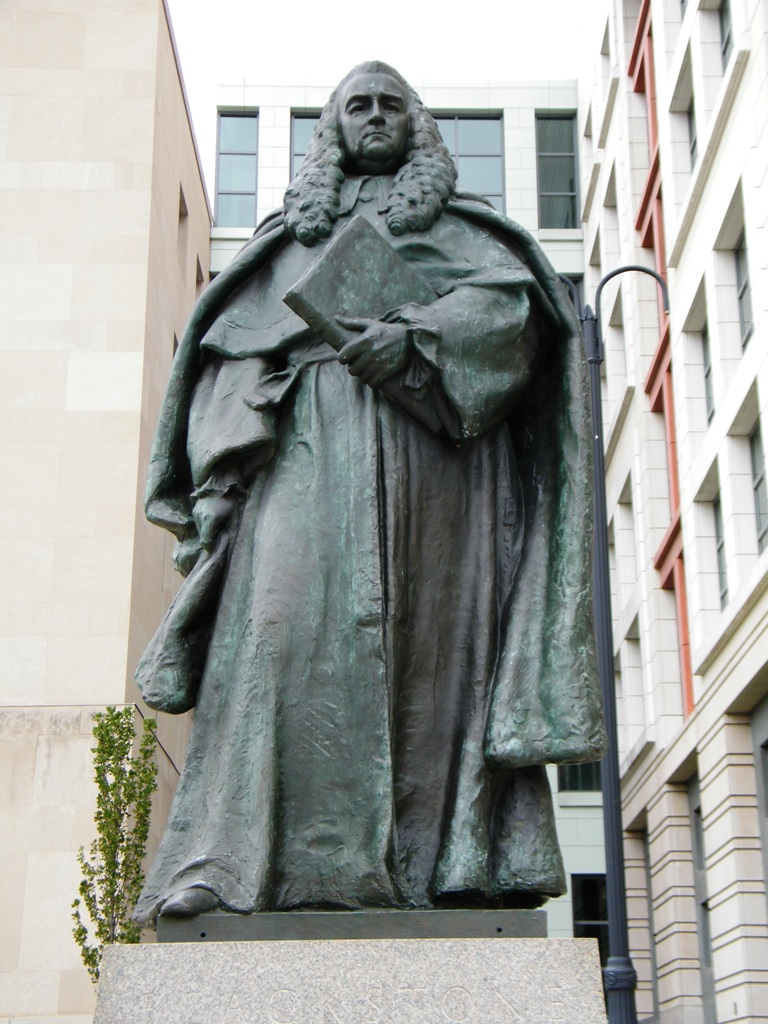
Statue de William Blackstone.

En droit pénal, la formulation ou rapport de Blackstone (Blackstone's ratio) est l'idée que :

«  Mieux vaut que dix coupables s'échappent plutôt qu'un innocent souffre. »

L'expression est tirée de l'ouvrage Commentaries on the Laws of England, publié dans les années 1760 par le juriste anglais William Blackstone.
L'idée devient par la suite un élément de base de la pensée juridique dans les juridictions anglo-saxonnes, bien qu'elle continue d'être un sujet de débat.

## Citation originale
La phrase, généralement citée de manière isolée, vient d'un passage plus long, le quatrième d'une série de cinq discussions sur la politique par Blackstone :

« Quatrièmement, toute preuve présumée de culpabilité doit être admise avec prudence, car la loi veut qu'il vaille mieux que dix coupables s'échappent plutôt qu'un innocent souffre. Ainsi, par exemple, Sir Matthew Hale énonce deux règles prudentes et nécessaires à observer : 1. Ne jamais condamner un homme pour avoir volé les biens d'une personne inconnue, simplement parce qu'il ne dira pas comment il les a obtenus, à moins qu'un crime réel ne soit prouvé pour ces biens ; et, 2. ne jamais condamner une personne pour meurtre ou homicide involontaire sans avoir retrouvé le corps ; en raison de deux exemples qu'il mentionne où des personnes ont été exécutées pour le meurtre d'autres personnes qui étaient alors vivantes, mais disparues. »

L'expression est intégrée par le système juridique britannique, devenant une maxime au début du XIXe siècle. Elle est également reprise par la common law américaine, citée à plusieurs reprises par les pères fondateurs de ce pays et devenant plus tard une norme enseignée aux étudiants en droit jusqu'au XXIe siècle.

### Reprises

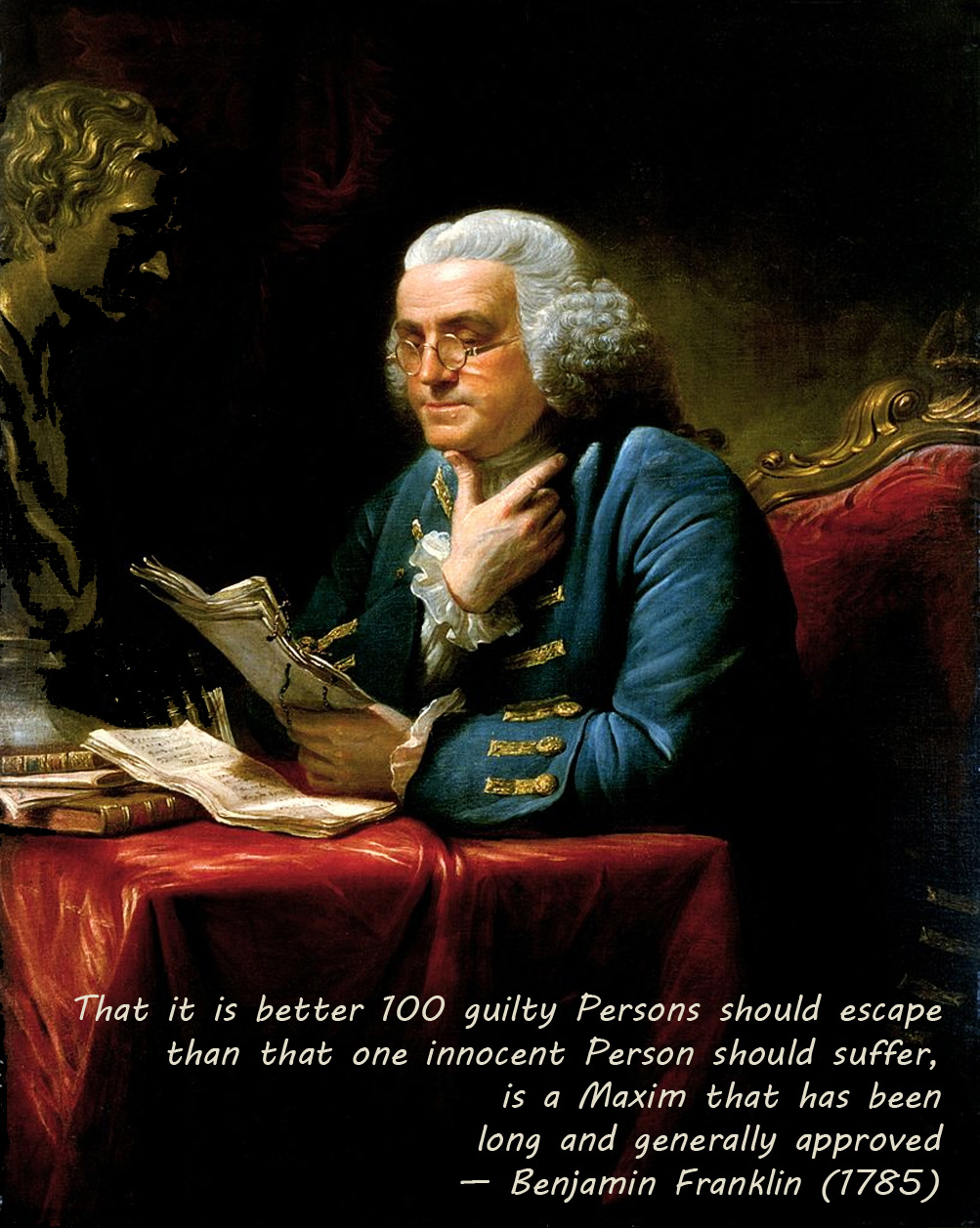
La formulation du rapport de Blackstone par Benjamin Franklin est très couramment citée

D'autres commentateurs se sont fait l'écho du principe. Benjamin Franklin l'a ainsi adapté : « il vaut mieux que 100 personnes coupables s'échappent qu'une personne innocente ne souffre,. »
Défendant des soldats britanniques accusés de meurtre pour leurs actes lors du massacre de Boston, John Adams adapte lui aussi le raisonnement derrière le ratio de Blackstone en déclarant :

« Il est plus important pour la communauté que l'innocence soit protégée que la culpabilité soit punie ; car la culpabilité et les crimes sont si fréquents dans ce monde qu'ils ne peuvent pas tous être punis.... lorsque l'innocence elle-même est amenée à la barre et condamnée, en particulier à mourir, le sujet s'exclamera : "Il m'est indifférent de me comporter bien ou mal, car la vertu elle-même n'est pas une sécurité". Et si un tel sentiment s'installait dans l'esprit du sujet, ce serait la fin de toute sécurité quelle qu'elle soit. »

Étant donné que Matthew Hale et Sir John Fortescue avaient déjà fait des déclarations similaires en droit anglais, une sorte d'explication est nécessaire pour l'énorme popularité et l'influence de l'expression dans tous les systèmes juridiques anglo-saxons. William Cullerne Bown fait valoir qu'elle « ... peut être considérée comme un nouveau type de contrefort de la loi qui était requis dans un nouveau type de société,,. »

## Historique
L'idée du rapport de Blackstone a été énoncée de nombreuses fois avant William Blackstone. Ainsi le talmudiste et jurisconsulte séfarade Moïse Maïmonide énonce dès 1260 « Il est bien mieux et plus satisfaisant d'acquitter un millier de coupables que de mettre à mort une seule personne innocente », en se justifiant d'après l'Exode 23:7 ou encore le texte islamique Sahih al-Tirmidhi (en). Des passages également similaires dans la Genèse 18:23 ou encore la cinquième sourate du Coran, Al-Ma'ida, ont été répertoriés.
Dans le droit anglais, Matthew Hale écrit au XVIIe siècle « mieux vaut que 5 personnes coupables échappent sans punition, qu'une seule personne innocente meure. » . Encore avant lui, au XVe siècle, John Fortescue écrivait des propos similaires.
Quelques années avant Blackstone, dans Zadig ou la Destinée, Voltaire écrivait également un passage similaire : « Qu'il vaut mieux hasarder de sauver un coupable que de condamner un innocent. ».

### Citations
1. ↑  (en) « It is better that ten guilty persons escape than that one innocent suffer. »
2. ↑  (en) « Fourthly, all presumptive evidence of felony should be admitted cautiously, for the law holds that it is better that ten guilty persons escape than that one innocent suffer. And Sir Matthew Hale in particular lays down two rules most prudent and necessary to be observed: 1. Never to convict a man for stealing the goods of a person unknown, merely because he will give no account how he came by them, unless an actual felony be proved of such goods; and, 2. Never to convict any person of murder or manslaughter till at least the body be found dead; on account of two instances he mentions where persons were executed for the murder of others who were then alive but missing. »
3. ↑  (en) « it is better 100 guilty Persons should escape than that one innocent Person should suffer »
4. ↑  (en) « It is of more importance to the community that innocence should be protected, than it is, that guilt should be punished; for guilt and crimes are so frequent in this world, that all of them cannot be punished....when innocence itself, is brought to the bar and condemned, especially to die, the subject will exclaim, 'it is immaterial to me whether I behave well or ill, for virtue itself is no security.' And if such a sentiment as this were to take hold in the mind of the subject that would be the end of all security whatsoever. »
5. ↑  (en) «  new kind of buttress of the law that was required in a new kind of society »
6. ↑  (en) « it is better five guilty persons should escape unpunished, than one innocent person should die. »